# Kristianstads och Simrishamns valkrets
Kristianstads och Simrishamns valkrets var vid riksdagsvalen till andra kammaren från 1866 en egen valkrets med ett mandat.  Valkretsen avskaffades i valet 1896, då Kristianstad bildade Kristianstads stads valkrets medan Simrishamn fördes till Trelleborgs, Skanör-Falsterbo, Simrishamns och Ängelholms valkrets.

## Riksdagsmän
- Axel Bergström, min (1867–1872)
- Eugène Clairfelt, c (1873–1879)
- Leonard Senell (1880–1881)
- Ehrenfried von der Lancken, c 1882, nya c 1883–1887 (1882–första riksmötet 1887)
- Åke Nordenfelt, AK:s c 1889–1890 (andra riksmötet 1887–1890)
- Gundelach Bruzelius, AK:s c 1891–1894, fr c 1895–1896 (1891–1896)